# Покръстване на Чехия
Покръстването на чехите е исторически процес, който се отнася до разпространението на християнската религия в земите на средновековна Бохемия. Както и в много други страни, приемането на християнството води до политическото признание на нова държавност (първо херцогство Бохемия, а по-късно и Кралство Бохемия) и е бил реализиран от горе надолу – първо е покръстен монархът, след това поданиците му.
Този процес започва с покръстването на Борживой I, херцог на Бохемия, основател на династията Пржемисловичите, през 884. Това настъпва в резултат от покръстването на Моравия, традиционно приписвано на гръко-византийските мисионери светите братя Кирил и Методий през 863. Първоначално християнският ритуал в Чехия е славянски православен, но скоро е заменен с католически ритуал под западно политическо влияние, а също и поради напрежение между бохемци и моравци. През 895 г. Прага става част от Баварската римо-католическата епархия в Регенсбург. През 973 самостоятелна епархия е създадена и в Прага.
През Х век вече има няколко местни светци: Света Людмила Чешка, която е съпруга на Боривой I, техният внук Свети Вацлав и Свети Адалберт, епископ на Прага. Свети Вацлав завършва покръстването на Чехия в началото на Х век, малко преди неговото убийство през 935 от родния му брат, Болеслав Жестоки. Болеславовата дъщеря Дубрава Чешка е омъжена за Мешко I Полски и има решаваща роля за превръщането  и на Полша към християнската религия.
До началото на XI век, Чехия печели надмощие над Моравия, която е присъединена към бохемската монархия. Моравците имате разрешение да изповядват своите славянски православни ритуали, но в крайна сметка те са заменени с франко-католически практики.